# När dagen lyktat har sin gång
När dagen lyktat har sin gång är en svensk psalm med fyra verser. Text och musiken skrevs 1911 av J. A. Elner.

## Publicerad i
- Svenska Missionsförbundets sångbok (1951) nr 693, under rubriken "Dagar och tider - Afton".[1]

### Fotnoter
1. 1 2   Sånger och psalmer musik och text : för enskilt och offentligt bruk. Stockholm: Missionsförb. 1951. Libris 3387612